# Meschetie
Meschetie, též Samcche (gruzínsky მესხეთი, též სამცხე) je gruzínská horská historická provincie, která se rozkládala na jihozápadě Gruzie při hranici s Tureckem. Dnes tvoří součást gruzínského regionu Samcche-Džavachetie.

## Geografie
Historická oblast Meschetie odpovídá současným okresům
- Adigeni
- Aspindza
- Achalciche

Hlavním městem Meschetie bylo Achalciche.

## Historie
Starověké gruzínské kmeny Mescchetů (či Moschů) a Mosinoiků byly domorodými obyvateli této oblasti. Většina soudobého obyvatelstva Meschetie jsou potomky těchto původních kmenů. Mosynoikové patřili mezi objevitele metalurgie železa. V období od 2. tisíciletí př. n. l. až 4. století př. n. l. byli Meschetové součástí Gruzínského království Diaochie, v období od 4. století př. n. l. do 6. století n. l. pak součástí Království Kavkazské Ibérie. Od 10. století do 15. století byla Meschetie součástí Gruzínského království, od 16. století pak byla připojena a okupována Osmanské (Otomanské) říše. V letech 1829 až 1917 k Ruskému impériu patřila k Tbiliské gubernii jako součásti Ruského impéria, 1918 až 1921 ke Gruzínské demokratické republice a 1921 až 1990 ke Gruzínské SSR. Nyní je součástí kraje Samcche-Džavachetie spolu s Džavachetií a Tori.

## Meschetští Turci
Meschetští Turci jsou bývalými tureckými obyvateli gruzínské oblasti Meschetie podél hranice s Tureckem, kteří byli deportováni do střední Asie ve dnech 15. až 25. listopadu 1944 Stalinem a rozptýleni na území Kazachstánu, Kyrgyzstánu, and Uzbekistánu. Z celkového počtu 120 tisíc násilně deportovaných v dobytčích vozech jich 10 tisíc zahynulo. Dnes jsou rozptýleni po celém území bývalého Sovětského svazu.

## Osobnosti
- Šota Rustaveli